# Hiroaki Kumon
Hiroaki Kumon (公文 裕明?, Kumon Hiroaki; Prefettura di Kanagawa, 20 ottobre 1966) è un ex calciatore giapponese, di ruolo difensore.